# 白アリッッ
『白アリッッ』（しろアリッッ）は、ぺぷによる日本の漫画。『月刊シルフ』（アスキー・メディアワークス）において、2010年から2016年まで連載された。『不思議の国のアリス』（続編の『鏡の国のアリス』を含む）と『白雪姫』を題材とした作品。単行本は全10巻。ドラマCDも発売されている。

## あらすじ
白髪赤目という外見から、周囲の人間や母からも「悪魔の子」と忌み嫌われている少女・白雪。だが忌み嫌われても「いつか仲良くなれる」と信じ続けていた。そんなある日、鏡が母親を怒らせ面倒なことになったという理由で、白雪を別世界「ミラ」へと強制的に放り込んでしまう。「元の世界に戻りたければ、アリスを王にしろ」という言葉だけを残し姿を消した鏡。見知らぬ世界に取り残された白雪は、その世界が自分の暮らしていた世界とは何もかもがあべこべになっていること、名前を持つことがとても珍しいこと、そしてその世界を治める権利を持つ、二人の人物による争いを知る。その二人のうちの一人であるアリスという青年に出会うが、アリスの本性はとんでもない乱暴者だった。

## 登場人物
登場人物のほとんどは『不思議の国のアリス』（一部『鏡の国のアリス』を含む）と『白雪姫』の登場人物をモチーフとしている。声はドラマCDにおける声優。
アリス
声 - 鈴村健一
主人公。白雪がミラで出会った男性。
表裏の激しい性格で、表向きには金髪碧眼の好青年だが、本性はドS。一般人にはいつも笑顔で優しげな言動を見せているが、白雪らには辛らつな言葉を吐き、乱暴な態度を隠さない。「クソアマ」と白雪のことを呼び、彼女からは「サド男」と呼ばれている。彼の二面性は、一時的に名前を失っていた時期に周囲の人から同情の念を寄せられたことによる不快感によって生まれたものである。
ミラに存在する2人の王様候補のうちの1人であり、赤のキングとは10年ごとに王の座をかけて戦っていた。しかし、ある事情により300年前から名前を失っており、不戦敗を繰り返していた。名前を取り戻したのは最近になってからのことである。
食事はほとんどお菓子である。自身は料理せず、白雪に任せている。元々は貴族の息子だったが家が破産し、家を出てきた過去がある。
一人称は「俺」（本性を隠しているときは「僕」）。モデルは『不思議の国のアリス』と『鏡の国のアリス』のアリス。
白雪（しらゆき）
声 - 釘宮理恵
もう一人の主人公。元の世界に戻るためにアリスとともに行動することとなった、白髪赤目の女の子。その容姿のため「悪魔の子」と呼ばれたり、気味悪がられたりしている。周囲の人間はおろか母親からも冷たい目を向けられているせいか、他人を思い遣り、傷つけることを嫌う。
ある日突然、文字や標識などが逆さまになっている、不思議な世界「ミラ」に連れて来られてしまった。
動物に異様に好かれる体質。髪を整えるのも動物たちにやってもらっていたという。料理はできるが、何故か周囲が恐ろしく汚れる。何故か見るだけで嘔吐するほどリンゴが苦手。
実家は裕福な貴族で、元々は母親とも仲が良く幸せに暮らしていたが、父親の死によって一転、母親から嫌味を言われるようになった。現在の白髪赤目になったのも父親の死後であり、元々は黒髪だった。
モデルは『白雪姫』。
サンガツ
声 - 遊佐浩二
喫茶店「MAD TEA PARTY」のパティシエで帽子屋の部下。いつも大きなマスクをしているので鼻や口が見えない。パティシエとしての腕は良く、腕っぷしも強いので帽子屋からは頼りにされている。
容赦のない性格をしており、帽子屋に対しては特に辛辣。しかし、白雪に対しては優しい。戦闘中にマスクが外れた際、口元に謎の刺青があった。
モデルは『不思議の国のアリス』の三月ウサギ。
帽子屋
声 - 小野坂昌也
喫茶店「MAD TEA PARTY」のマスター。大きな帽子を目深に……どころか顔を全て隠すように被っている。明るく楽天的な性格。サボり癖があり、部下のサンガツには「使えない」と冷たい態度を取られている。しかし改善の気配はない。自称「帽子を取ればイケメン」。白雪を「少女」と呼び、「ミラ」について色んな事を教えてくれた。
モデルは『不思議の国のアリス』の帽子屋。
ネムリネズミ
声 - 金田朋子
アリスを慕う少女。白雪からは「ネムちゃん」と呼ばれる。アリスに助けられた過去を持ち、それ以来彼を自分の王子様と思い、アピールし続けている。語尾に「アル」をつける独特の口調で話す。アリスが再びミラの王になることを願っており、必勝祈願の饅頭を差し入れに持ってきたりするなど、料理は得意。
モデルは『不思議の国のアリス』の眠りネズミ。
鏡
声 - 寺島拓篤
白雪をミラに連れてきた張本人。人間ではないので、ちょっとズレた言動も。「元の世界に戻りたければアリスを王にしろ」と白雪に告げる。
モデルは『白雪姫』で王妃が愛用していた鏡。
ハッピー他
元の世界における白雪の知人7人。それぞれハッピー、クレイジー、グランピー、ドーピー、エリート、ジェラス、スマートという名前がある。
モデルは『白雪姫』に登場する7人の小人。
白雪の母親
白雪の母親。娘である白雪の容姿を醜いと思っており、彼女に対して嫌味を言う。
モデルは『白雪姫』に登場する意地悪な王妃。
白ウサギ
白髪赤目の男。300年前の王権争いでアリスの邪魔をして敗北させた元凶。
モデルは『不思議の国のアリス』に登場する白ウサギ。
ハートの女王
赤のキングに仕えている女性。ハート隊の隊長。チェシャ猫に好意を寄せられている。
チェシャ猫
声 - 森久保祥太郎
赤のキング陣営にいるが、飄々とした言動で掴みどころがない。突然いろんな場所に現れる。アリスを「ブルーキング」、白雪を「ホワイトベリー」と呼んでいる。本人曰く「サンガツは性格のゆがみ具合が自分にそっくり」だという（サンガツもそれを認めているよう）。
モデルは『不思議の国のアリス』のチェシャ猫。
ハートのジャック
声 - 代永翼
ミラの現在の王である「赤のキング」に仕えている。武器は2本の斧「モモちゃん」と「マロンちゃん」。赤のキングに心酔しており、赤のキングを守るため、王様候補であるアリスを狙う。見た目は可愛らしい女の子だが、実は男である。
モデルは『不思議の国のアリス』に登場するトランプの「ハートのジャック」。
赤のキング
アリスの宿敵。ミラの王様。ある事情により300年前から王の座に君臨しているが、国民の前に現れることは滅多にない。
モデルは『鏡の国のアリス』の赤の女王。
性格:
潔癖症
城外の飲食店で料理が出されても食べようとしなかった。
他人に触られるのも避ける傾向がある。
ヤンデレ
白雪を監禁した際、逃げないように首輪をつけるほか、城内で白雪が隠れた際は刃物で自分を傷つけることで白雪の注意を向けようとした。
自己中心的
王になるためにアリスの名前を消す（存在をなかったことにする能力）など、目的のためなら周囲への悪影響も気にしない。

でも仕事は真面目にやるし、好きな子には一途

## 書誌情報
- ぺぷ『白アリッッ』KADOKAWA〈シルフコミックス〉、全10巻
  1. 2010年12月22日発売[3]、ISBN 978-4-04-870196-9
  2. 2011年8月22日発売[4]、ISBN 978-4-04-870825-8
  3. 2012年4月21日発売[5]、ISBN 978-4-04-886504-3
  4. 2012年12月22日発売[6]、ISBN 978-4-04-891184-9
  5. 2013年8月22日発売[7]、ISBN 978-4-04-891830-5
  6. 2014年4月22日発売[8]、ISBN 978-4-04-866491-2
  7. 2014年11月22日発売[9]、ISBN 978-4-04-869025-6
  8. 2015年5月22日発売[10]、ISBN 978-4-04-865147-9
  9. 2015年12月22日発売[11]、ISBN 978-4-04-865601-6
  10. 2016年8月22日発売[12]、ISBN 978-4-04-892325-5